# Miglior marcatore internazionale dell'anno IFFHS

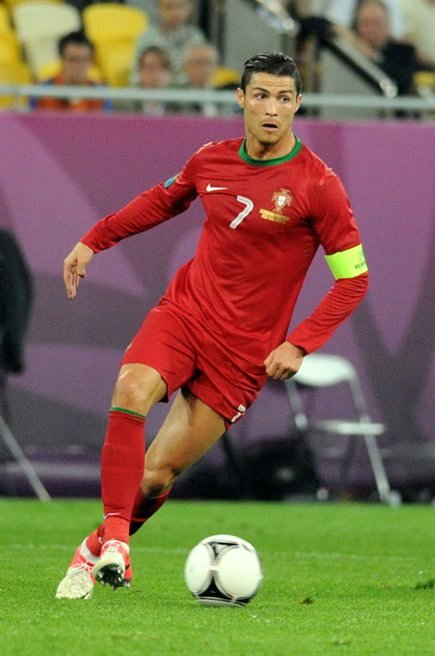
Cristiano Ronaldo, nominato per cinque volte Miglior marcatore dell'anno IFFHS.

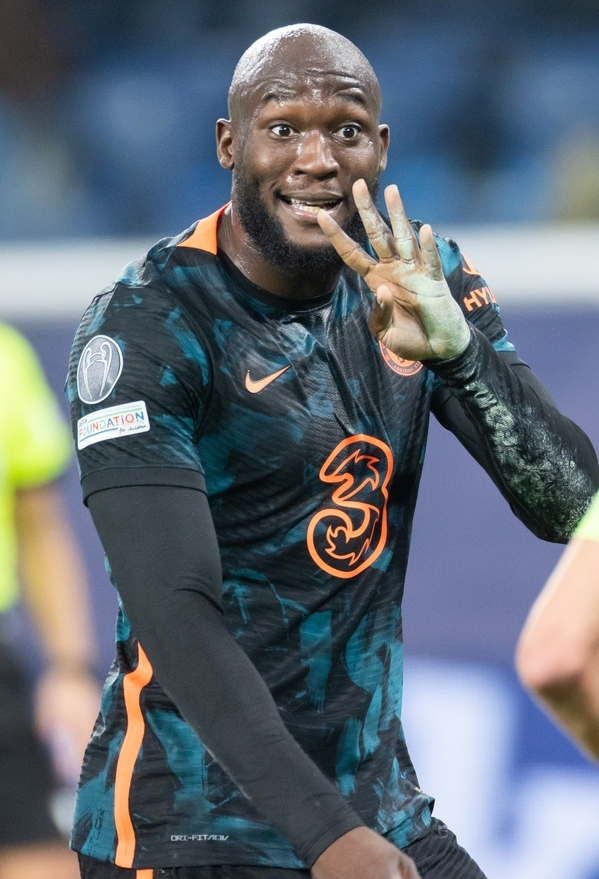
Romelu Lukaku, detentore del riconoscimento

Il Miglior marcatore internazionale dell'anno IFFHS (in inglese IFFHS World's Best International Goal Scorer) è un premio calcistico assegnato dall'IFFHS ogni anno solare al calciatore che ha messo a segno il maggior numero di gol a livello internazionale, considerando sia il club che la nazionale.
Il maggior vincitore del premio è il portoghese Cristiano Ronaldo, con cinque affermazioni, seguito dall'argentino Lionel Messi con tre e dall'iraniano Ali Daei, dal polacco Robert Lewandowski e dal belga Romelu Lukaku con due affermazioni ciascuno.

## Calcio maschile

### Albo d'oro
| Anno | Giocatore           | Club                    | Reti |
| ---- | ------------------- | ----------------------- | ---- |
| 1991 | Jean-Pierre Papin   | Olympique Marsiglia     | 16   |
| 1992 | Dennis Bergkamp     | Ajax                    | 12   |
| 1993 | Saeed Al-Owairan    | Al-Shabab               | 18   |
| 1994 | Hristo Stoičkov     | Barcellona              | 17   |
| 1995 | Jürgen Klinsmann    | Tottenham Bayern Monaco | 17   |
| 1996 | Ali Daei            | Persepolis Al-Sadd      | 22   |
| 1997 | Ronaldo             | Barcellona Inter        | 22   |
| 1998 | Jassem Al-Houwaidi  | Al-Salmiya              | 20   |
| 1999 | Raúl                | Real Madrid             | 14   |
| 2000 | Rivaldo             | Barcellona              | 21   |
| 2001 | Hani Al-Dhabit      | Dhofar                  | 22   |
| 2002 | Ruud van Nistelrooy | Manchester Utd          | 14   |
| 2003 | Thierry Henry       | Arsenal                 | 15   |
| 2004 | Ali Daei            | Persepolis Saba Battery | 17   |
| 2005 | Adriano             | Inter                   | 18   |
| 2006 | Humberto Suazo      | Colo-Colo               | 17   |
| 2007 | Trésor Mputu Mabi   | TP Mazembe              | 20   |
| 2008 | Rico                | Al-Muharraq             | 19   |
| 2009 | Shinji Okazaki      | Shimizu S-Pulse         | 15   |
| 2010 | Bader Al-Mutwa      | Al-Qadisiya             | 17   |
| 2011 | Lionel Messi        | Barcellona              | 19   |
| 2012 | Lionel Messi        | Barcellona              | 25   |
| 2013 | Cristiano Ronaldo   | Real Madrid             | 25   |
| 2014 | Cristiano Ronaldo   | Real Madrid             | 20   |
| 2015 | Robert Lewandowski  | Bayern Monaco           | 22   |
| 2016 | Cristiano Ronaldo   | Real Madrid             | 24   |
| 2017 | Cristiano Ronaldo   | Real Madrid             | 32   |
| 2018 | Baghdad Bounedjah   | Al-Sadd                 | 20   |
| 2019 | Cristiano Ronaldo   | Juventus                | 21   |
| 2020 | Romelu Lukaku       | Inter                   | 16   |
| 2021 | Robert Lewandowski  | Bayern Monaco           | 24   |
| 2022 | Lionel Messi        | Paris Saint-Germain     | 22   |
| 2023 | Romelu Lukaku       | Inter Roma              | 22   |
| 2024 | Soufiane Rahimi     | Al-Ain                  | 20   |

### Miglior marcatore del primo decennio del XXI secolo (2001-2010)
Di seguito la classifica.
| Pos. | Giocatore           | Club                                      | Reti |
| ---- | ------------------- | ----------------------------------------- | ---- |
| 1    | Ruud van Nistelrooy | Manchester Utd Real Madrid Amburgo        | 86   |
| 2    | Thierry Henry       | Arsenal Barcellona                        | 85   |
| 3    | Didier Drogba       | Olympique Marsiglia Chelsea               | 83   |
| 4    | Miroslav Klose      | Kaiserslautern Werder Brema Bayern Monaco | 81   |
| 5    | Samuel Eto'o        | Maiorca Barcellona Inter                  | 79   |
| 6    | Flávio Amado        | Petro Atlético Al-Ahly Al-Shabab          | 73   |
| 7    | Dimităr Berbatov    | Bayer Leverkusen Tottenham Manchester Utd | 71   |
| 8    | Raúl                | Real Madrid Schalke 04                    | 71   |
| 9    | David Villa         | Real Saragozza Valencia Barcellona        | 68   |
| 10   | Andrij Ševčenko     | Milan Chelsea Dinamo Kiev                 | 68   |

## Calcio femminile

### Albo d'oro
| Anno | Giocatrice    | Club             | Reti |
| ---- | ------------- | ---------------- | ---- |
| 2021 | Ellen White   | Manchester City  | 21   |
| 2022 | Samantha Kerr | Chelsea          | 17   |
| 2023 | Barbra Banda  | Shanghai Shengli | 15   |
| 2024 | Lea Schüller  | Bayern Monaco    | 14   |